# Timó d'Atenes
Timó d'Atenes és una obra escrita pel dramaturg anglès William Shakespeare el 1607 o 1608. L'estructura és inusual, amb algunes llacunes o imprecisions, i per això es considera molt sovint un treball incomplet o experimental multiautoral. Sol ser agrupada amb altres tragèdies, però alguns acadèmics l'han col·locada entre les comèdies problemàtiques, tot i la mort del seu personatge principal. Les fonts materials inclouen la Vida d'Alcibíades de Plutarc, i el diàleg de Llucià Timó, el misantrop, ambdós inclosos en l'edició d'Arden Shakespeare. No hi ha cap prova que comprovi si es va representar l'obra en vida del dramaturg; tanmateix, això és cert en moltes de les peces teatrals que va escriure, com Antoni i Cleòpatra o Coriolà.

## Autoria
A partir del segle xix, s'han presentat suggeriments que Timó d'Atenes podria ser el treball de dos escriptors amb mentalitats molt diferents. El candidat més popular, Thomas Middleton, fou el primer a ser proposat com a tal el 1920. Un estudi del 1917 per John Mackinnon Roberston aposta que George Chapman va compondre La queixa d'un amant i fou l'originador de Timó d'Atenes. Aquestes al·legacions han estat rebutjades per altres crítics, entre d'altres, per Bertolt Brecht, Frank Harris i Rolf Soellner, que apunten que en el fons ha degut ser només un experiment. Sostenen que si es revisa l'obra de l'altre, haurien estat "inamovibles" en els estàndards del teatre jacobí, cosa que no passa. Soellner considera que l'obra és inusual perquè va ser representada als voltants de la cort, on podia trobar-se amb una audiència més reduïda, i la companyia de joves advocats.
No obstant això, en les últimes tres dècades, una sèrie d'anàlisis lingüístiques del text han descobert una aparent confirmació de les teories: l'obra conté nombroses paraules, frases i preferències de puntuació que són més comunes en els treballs de Thomas Middleton, i molt estranyes en els de Shakespeare. Aquestes marques del llenguatge s'uneixen en determinades escenes, possiblement indicant que Middleton i Shakespeare varen compondre-la plegats, i que es tractaria més bé d'una col·laboració en comptes d'una revisió. L'editor de l'edició Oxford, John Jowett, descriu aquesta evidència i emfasitza que la presència de Middleton no significa que l'obra hagi de ser desprestigiada: "Timó d'Atenes és molt interessant perquè el text articula un diàleg entre dos dramaturgs d'un temperament molt diferent".
També s'ha especulat que el mateix Shakespeare hi representés el paper del poeta.

## Personatges
- Timó: un cavaller d'Atenes, i en un temps anterior, un home ric força inusual. La crítica tendeix a veure'l com un soldat retirat, basada en una referència ambigua sobre les armes a l'acte IV, en comparació amb El rei Lear. D'altres pensen que Timó ha de ser un jove cavaller la riquesa del qual és àmpliament generacional. El text afegeix que el volum de la seva riquesa radicava en la terra. La producció francesa de Peter Brook els anys 1960 presentà Timó com un jove pensador idealista vestit amb un esmoquin blanc. Paul Scofield l'interpretà com un vell soldat, en la producció de la Companyia Reial de Shakespeare el 1981. El personatge està basat en Timó el Misantrop.
- Alcibíades: capità de la brigada militar i bon amic de Timó. Va sovint acompanyat de dues prostitutes, Frínia i Timandra. Està basat en l'històric Alcibíades, però no necessàriament en la seva descripció.
- Apemantus: un filòsof, molt influent en Timó, però també molt crític envers ell. Els seus discursos solen començar amb poesia, passen per prosa i acaben en poesia, com si sentís que la poesia és un esforç en va per a aquells a qui l'ha de destinar. Moltes produccions presenten Apemantus com un ancià en detriment de l'edat de Timó, si bé la producció de Brook el presenta com un jove algerià sense llar.
- Flavi: és l'administrador de Timó. Controla tots els seus assumptes i immobles. Es preocupa genuïnament per Timó.
- Flamínius: és un dels serfs de Timó. El seu nom deriva del càlid temperament que presenta amb Lucul·lus.
- Servílius: és un jove romàntic i serf de Timó. Està enamorat d'una dona amb un estatus social superior al seu.
- Lucíl·lius: és un dels "amics" de Timó, i està empresonat per deutes.
- Ventídius: és "amic" de Timó. Preferiria subornar Flamínius abans que ajudar Timó.
- Lúcius: "amic" de Timó, i el més descarat hipòcrita.
- Semprònius: "amic" de Timó.
- Poeta i pintor: són amics, artistes que busquen el mecenatge de Timó. Apareixen en reiterades ocasions al llarg de l'obra, i sempre plegats, si bé l'escena que obre el diàleg diu que no s'han vist d'un temps ençà. Un joier i un mercader apareixen breument en llur companyia (també Mercer, un personatge fantasma).
- Els senadors d'Atenes: hi ha nombrosos senadors sense nom en tota l'obra, alguns amb parlaments més extensos que d'altres. Un té un serf anomenat Cafis. No obstant això, Atenes no tenia senat en el temps del llegendari Timó.
- Bufó
- Tres estrangers: un es diu Hostílius, són amics de Lúcius.
- Un vell d'Atenes: és el pare de l'amada de Lucílius. Algunes produccions també han posat en escena la seva filla, però en Shakespeare no en fa acte de presència.
- Quatre senyors: amics falsos de Timó.
- Serfs de Timó: Lúcul·lus, Lúcius, Isidore, Varro, Titus, Hortènsius, Filotus.
- Bandits, un soldat, un patge, Cupido i dames.